# Lingua tzotzil
La lingua tzotzil è una lingua maya parlata in Messico, nello stato del Chiapas.

## Distribuzione geografica
Secondo i dati del censimento del 2010 effettuato dall'Instituto Nacional de Estadística y Geografía (INEGI), i locutori di tzotzil in Messico sono 429.168.

### Dialetti e lingue derivate
Esistono numerose varianti dialettali.
Inizialmente alle varianti erano stati assegnati codici ISO 639-3 specifici: 
- tzc per lo tzotzil di Chamura
- tze per lo tzotzil di Chenalhó
- tzo per lo tzotzil di Venustiano Carranza
- tzs per lo tzotzil di San Andrés Larráinzar
- tzu per lo tzotzil di Huixtán
- tzz per lo tzotzil di Zinacantán

Successivamente i vari codici sono stati ritirati, ad eccezione del codice tzo assegnato alla lingua tzotzil, che ricomprende tutte le varianti.

## Classificazione
Lo tzotzil fa parte del gruppo delle lingue maya occidentali ed in particolare del sottogruppo tzeltalano, a cui appartiene anche la lingua tzeltal.

## Sistema di scrittura
Per la scrittura viene usato l'alfabeto latino.